# Ричардсон, Джон (адмирал)
Джон Майкл Ри́чардсон (род. 8 апреля 1960, Питерсберг, Виргиния, США) — адмирал в отставке ВМС Соединённых Штатов Америки, руководитель военно-морскими операциями (18 сентября 2015 — 22 августа 2019). Ранее, с 2 ноября 2012 года по 14 августа 2015 года, занимал должность директора программы по контролю за корабельными ядерными силовыми установками.

## Биография
Ричардсон обучался в Военно-морской академии США, там за свой проект на тему «Влияние поперечного механического напряжения на намагниченность» он был награждён как за лучшую работу, созданную в рамках стипендиальной программы «Трайдент». Окончив в 1982 году академию со степенью бакалавра физики, Ричардсон вступил в военно-морские силы США. Его служба проходила преимущественно в составе экипажей подводных лодок — USS Parche, USS Salt Lake City, USS George C. Marshall.
На разных этапах своей карьеры Ричардсон руководил подводной лодкой USS Honolulu (1999—2001), 8-й группой подводных лодок и подводным флотом морского командования НАТО в Неаполе (2009—2010). Выступал военно-морским адъютантом при президенте США Клинтоне, был директором Межвидового командования по стратегии и политике (2007—2009), служил в должностях начальников штаба ВМС Европейского и Африканского командований вооружённых сил США. Перед тем, как возглавить программу по контролю за корабельными ядерными силовыми установками, c 5 ноября 2010 года по 7 сентября 2012 года Ричардсон занимал пост командующего Атлантическим подводным флотом (англ. COMSUBLANT), к сфере задач которого относятся также управление подводными силами США в целом и объединёнными подводными силами НАТО[уточнить]. В дальнейшем эти полномочия были переданы вице-адмиралу Майклу Коннору.
13 мая 2015 года адмирал Ричардсон был предложен министром обороны США Эштоном Картером в качестве следующего руководителя военно-морскими операциями, 5 августа того же года он был утверждён в должности Сенатом по представлению президента США Обамы и 18 сентября приступил к исполнению обязанностей, сменив адмирала Джонатана Гринерта.
Ричардсон получил степени магистра электротехники в Массачусетском технологическом институте и Океанографическом институте Вудс-Хола (1989) и магистра в области стратегий национальной безопасности в Национальном военном колледже (1998).

## Награды
В 2001 году Джон Ричардсон, на тот момент в звании коммандера возглавлявший экипаж подводной лодки USS Honolulu, был удостоен премии имени вице-адмирала Стокдэйла за вдохновляющее руководство. Кроме того, Ричардсон служил в подразделениях, отмеченных президентским, единым, военно-морским знаками отличия и лентой за боевую эффективность.